# Heltalsfølge
En heltalsfølge er inden for matematik en talfølge bestående af heltal.
En heltalsfølge kan defineres eksplicit ved at give en formel for det n'te heltal i følgen, eller implicit ved at give en sammenhæng mellem et tal i følgen og dets forgængere. For eksempel er heltalsfølgen 0, 1, 1, 2, 3, 5, 8, 13, … (fibonacci-tallene) givet ved at starte med tallene 0 og 1, og så addere de 2 forgående tal for at få det næste tal: en implicit beskrivelse. Heltalsfølgen 0, 3, 8, 15, … er dannet ud fra formlen n2 − 1 for det n'te tal: en eksplicit definition.
Alternativt kan en heltalsfølge defineres ved en egenskab som medlemmerne af talfølgen har, og som andre heltal ikke har. For eksempel kan vi afgøre om et givet heltal er et fuldkomment tal selvom vi ikke har en formel for det n'te fuldkomne tal.

## Eksempler
Eksempler på heltalsfølger som er blevet navngivet:
- Binomialkoefficienter
- Defektive tal
- Eulertal
- Excessive tal
- Fakultetsprimtal
- Fakultetstal
- Fibonacci-tal
- Fuldkomne tal
- Heldige tal
- Lige og ulige tal
- Mersenne-primtal
- Primtal
- Semiprimtal
- Thue-Morse-sekvensen

## Beregnelige heltalsfølger
En helstalfølge a er en beregnelig talfølge hvis der findes en algoritme som ud fra ethvert givent n > 0 kan beregne det n'te elemnet i talfølgen, an.